# Barylestis fagei
Barylestis fagei är en spindelart som först beskrevs av Roger de Lessert 1929.  Barylestis fagei ingår i släktet Barylestis och familjen jättekrabbspindlar. Inga underarter finns listade.